# Voile sur glace
Pour les articles homonymes, voir Char (homonymie).
 (avril 2021).
Si vous disposez d'ouvrages ou d'articles de référence ou si vous connaissez des sites web de qualité traitant du thème abordé ici, merci de compléter l'article en donnant les références utiles à sa vérifiabilité et en les liant à la section « Notes et références ».

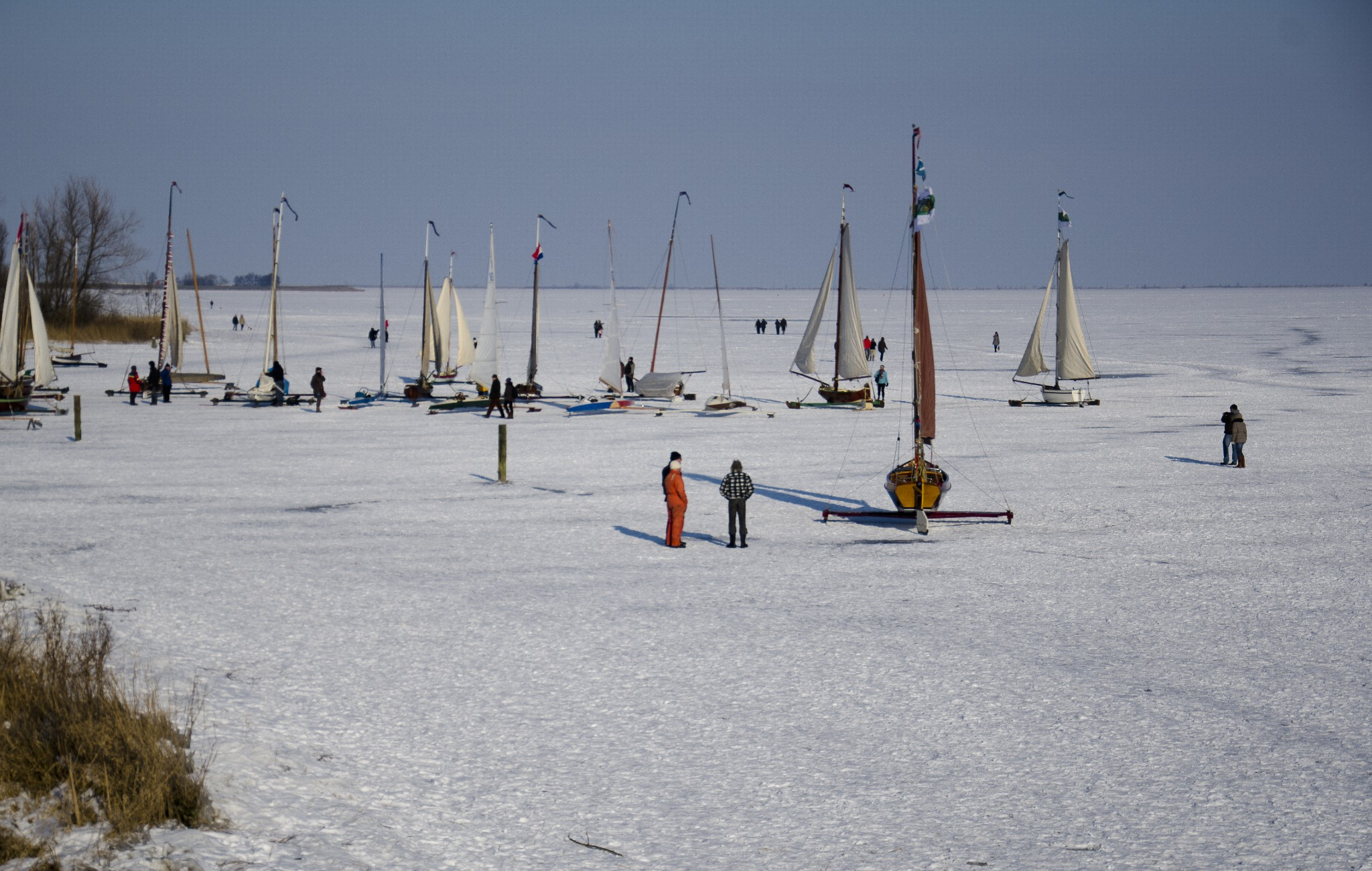
Chars à glace près de Monnickendam, aux Pays-Bas.

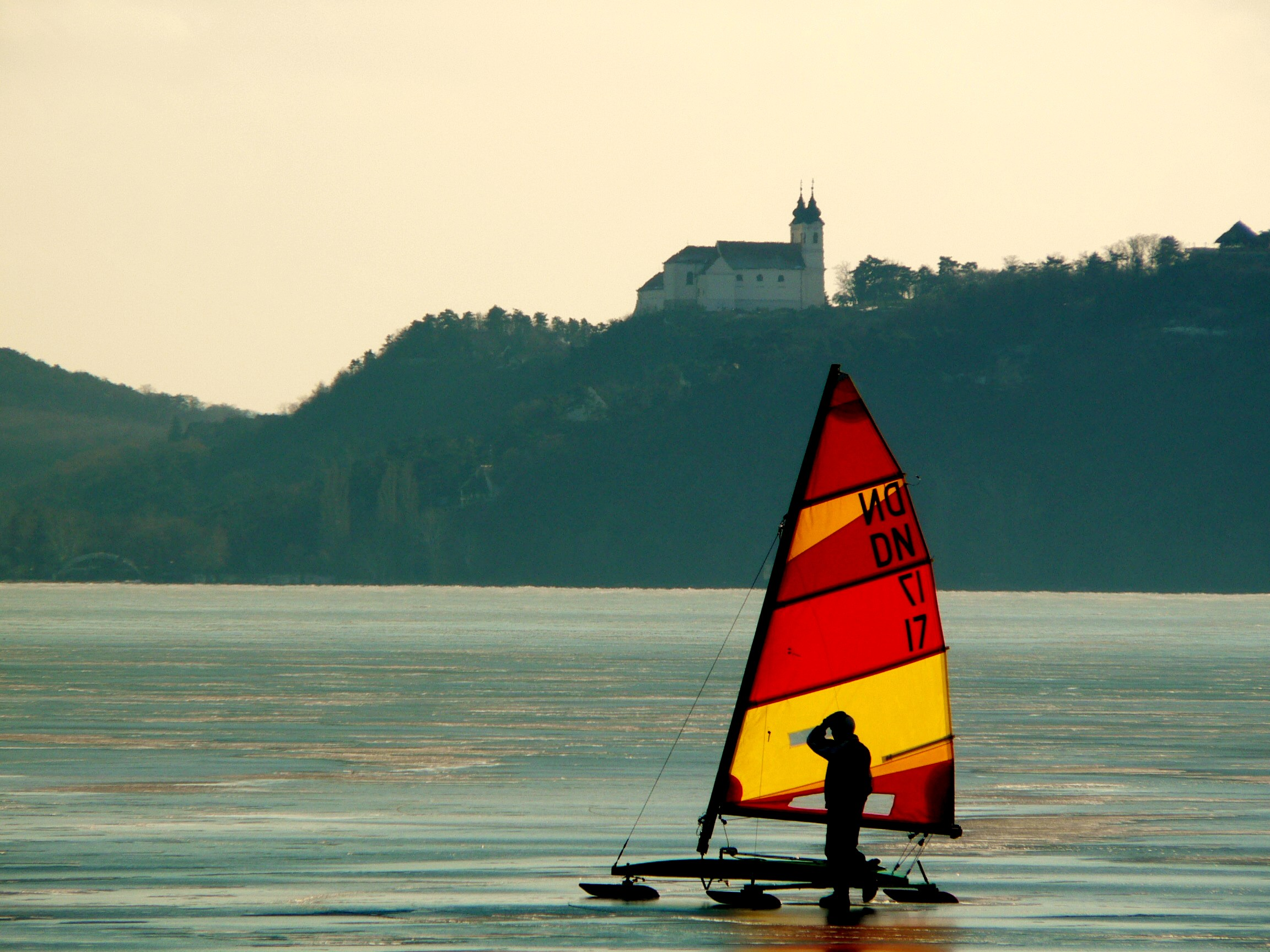
Voile sur glace sur le lac Balaton en Hongrie.

La voile sur glace est un sport qui se pratique sur les lacs gelés ou les glaces artificielles. Selon Le grand dictionnaire terminologique, le nom français pour l'embarcation à voile se déplaçant sur une surface gelée est le char à glace. Le terme de voilier sur glace est également utilisé.
Ce sport permet d'atteindre des vitesses élevées avec des vents relativement faibles. Puisqu'il y a peu de frottement entre le char à glace et la surface, en raison de neige sur la glace, le vent crée une force supérieure aux frottements et le char accélère. La pratique de ce sport nécessite de bonnes conditions de glace. Habituellement, notamment au Québec, les chariots à glace ne sont utilisés qu'une à deux semaines chaque hiver en raison de la neige. 

## Histoire

### Origine
La voile sur glace est une activité ancienne apparue aux Pays-Bas au milieu du XVIIe siècle. Des patins étaient positionnés sous des bateaux à voiles pour qu’ils puissent se déplacer sur les canaux gelés. En Amérique du Nord, les Néerlandais introduisirent ce type d’embarcation sur le fleuve Hudson. 

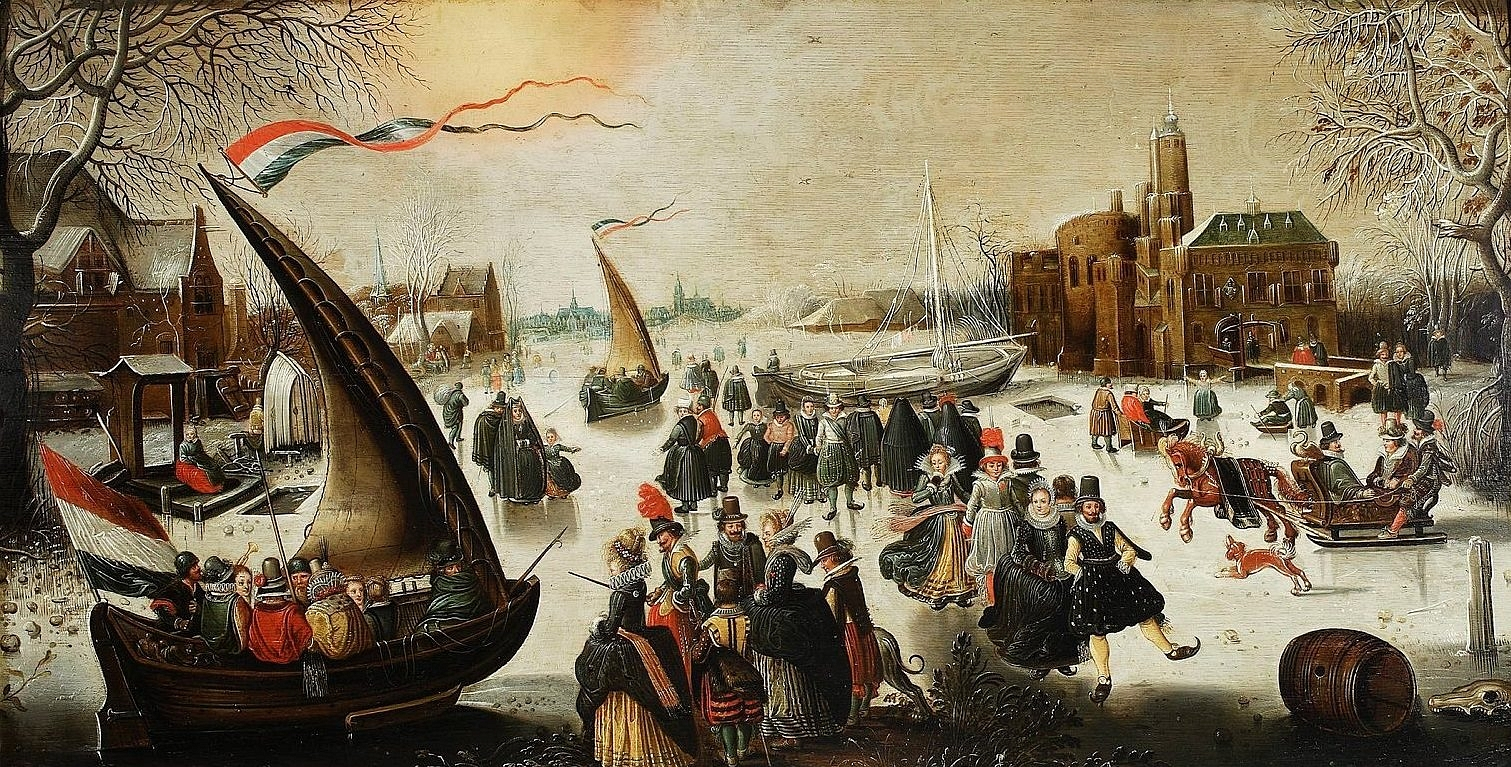
David Vinckboons, Paysage avec patineurs et bateaux glissant sur le canal gelé, années 1610.
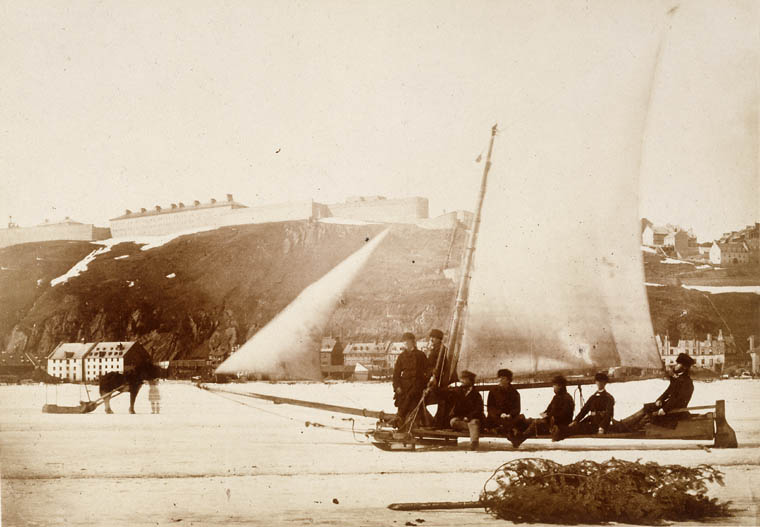
Voile sur glace sur le fleuve Saint-Laurent, devant la ville de Québec, v. 1858-1860.
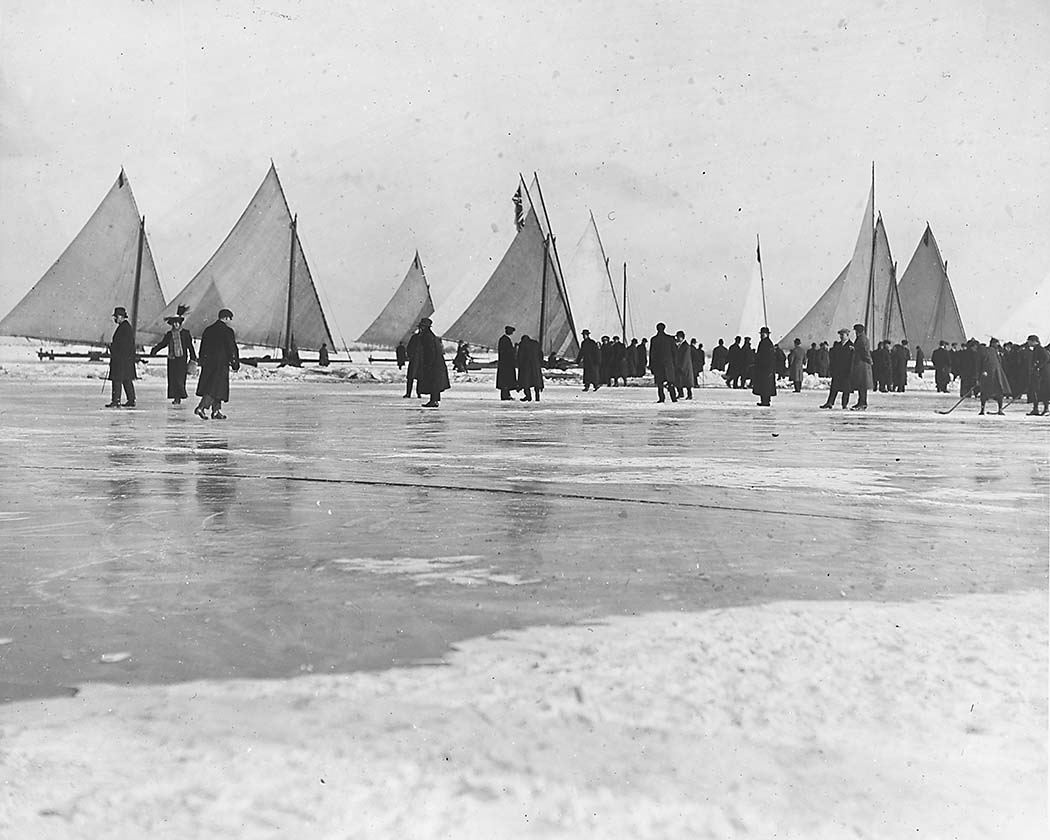
Bateaux sur glace dans la baie de Toronto, vers 1908.
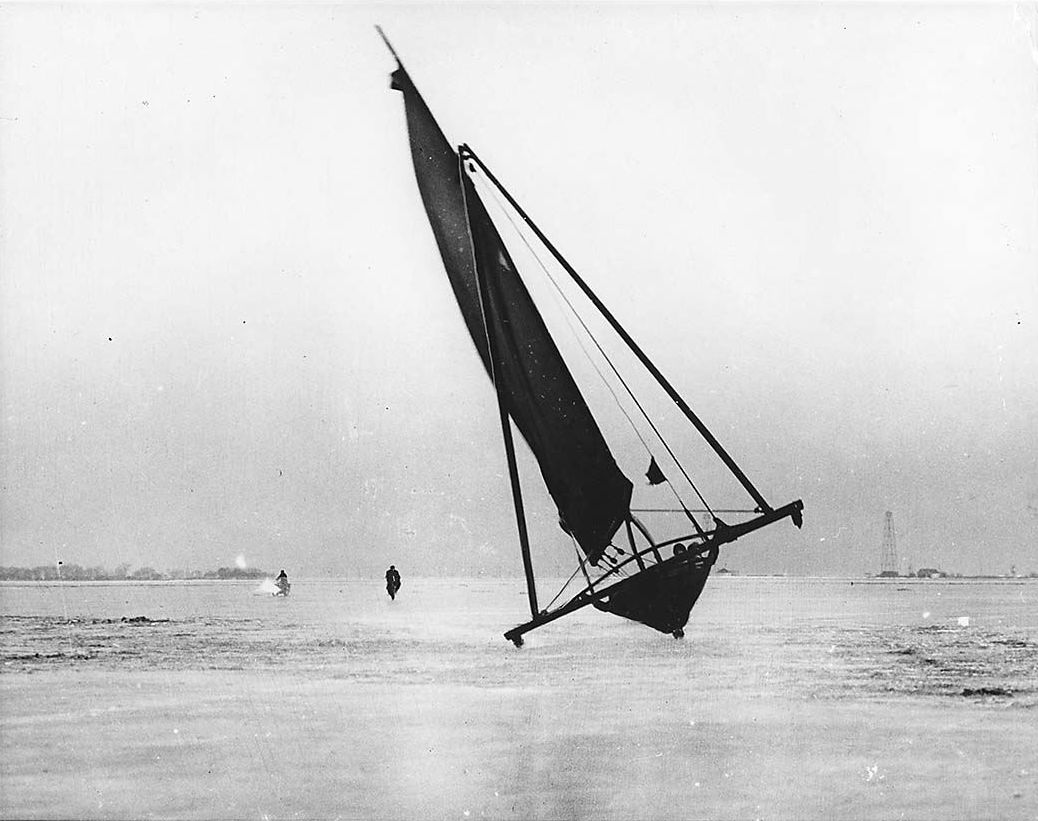
Bateau compétitionnant contre des motocyclettes sur la glace, près de Toronto, vers 1908.

### De nos jours
Le sport est maintenant courant dans les zones régulièrement exposées à la glace. En effet, la voile sur glace a grandement évolué et les vitesses de pointe peuvent désormais dépasser les 170 km/h.    
L'IDNIYRA (International DN ICE Yacht Racing Association) a été fondée en 1962 pour faire la promotion du char à glace de classe DN à travers le monde. Des régates sont organisées chaque année partout dans le monde. L'IDNIYRA-EUROPE accomplit pour sa part une mission comparable dans le cadre européen.    

## Catégories

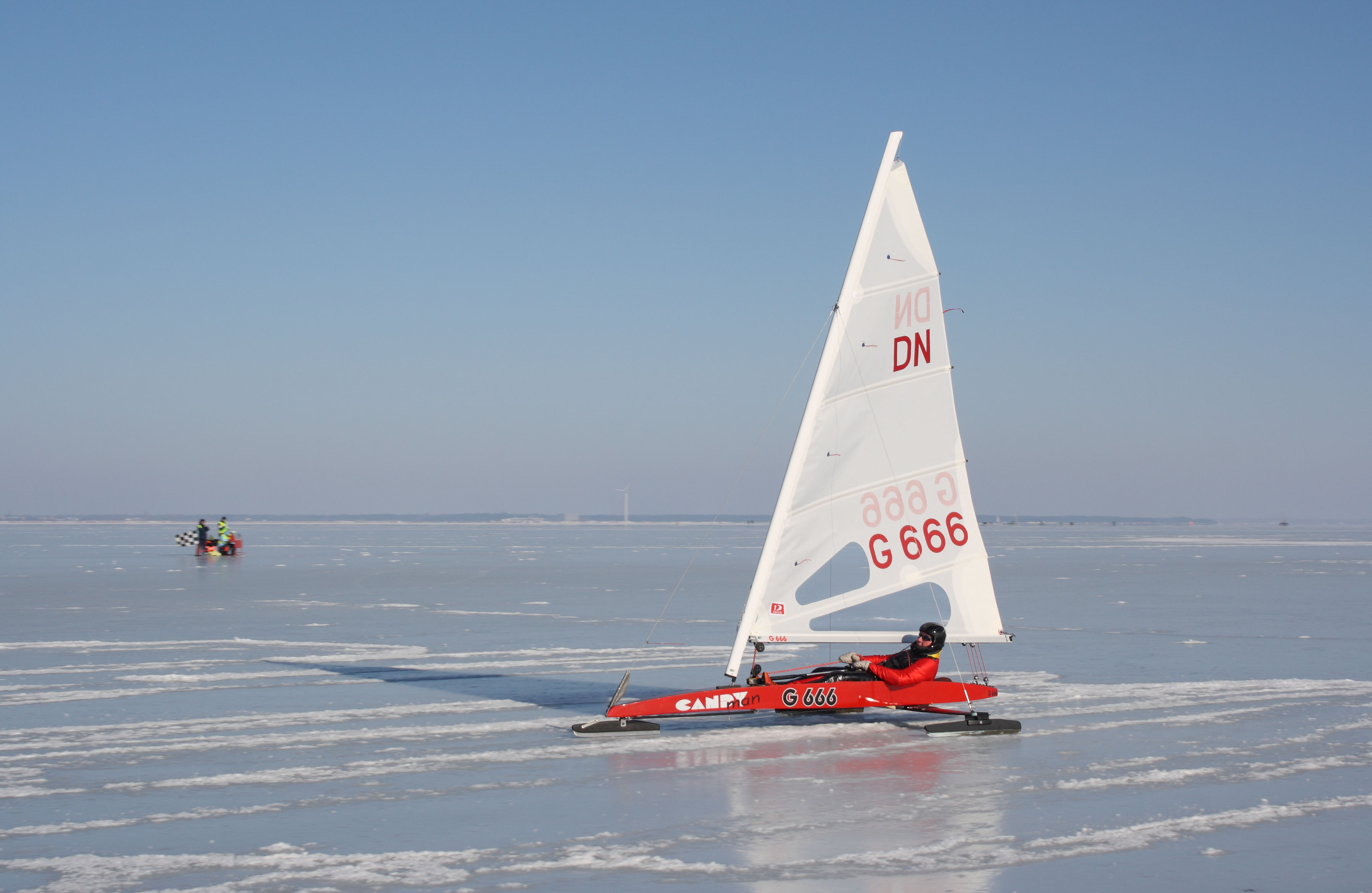
Char à glace de classe DN dans le comté de Saare, en Estonie, durant le championnat européen de classe DN, en 2011

Les voiles sur glace sont difficiles à trouver sur le marché. Il s’agit souvent de constructions amatrices faites en bois ou en fibre de verre. Pour un débutant, il est facile de construire une de ces voiles sur glace ; l'une des plus simples étant l'Isabella.
Plusieurs classes de voiles sur glace existent, mais la plus connue est la classe DN.

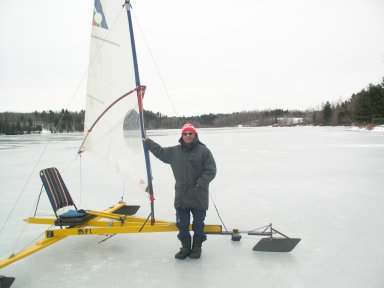
Char à glace Isabella et son pilote sur un lac du Québec
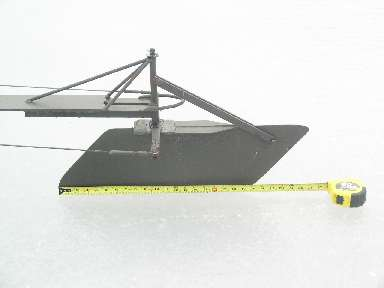
Détail du patin avant du char à glace
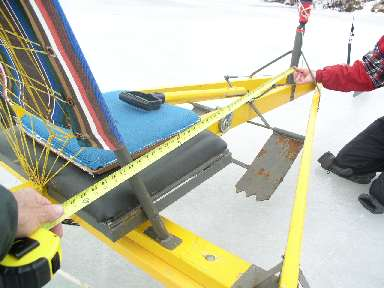
Détail de la direction du char à glace
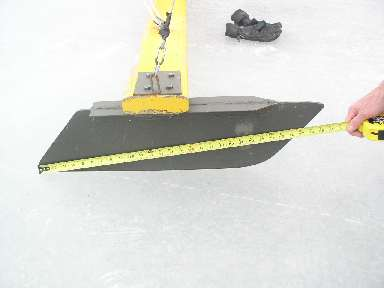
Détail d'un patin latéral du char à glace